# Corps-mort
Pour l’article homonyme, voir Corps-Mort.

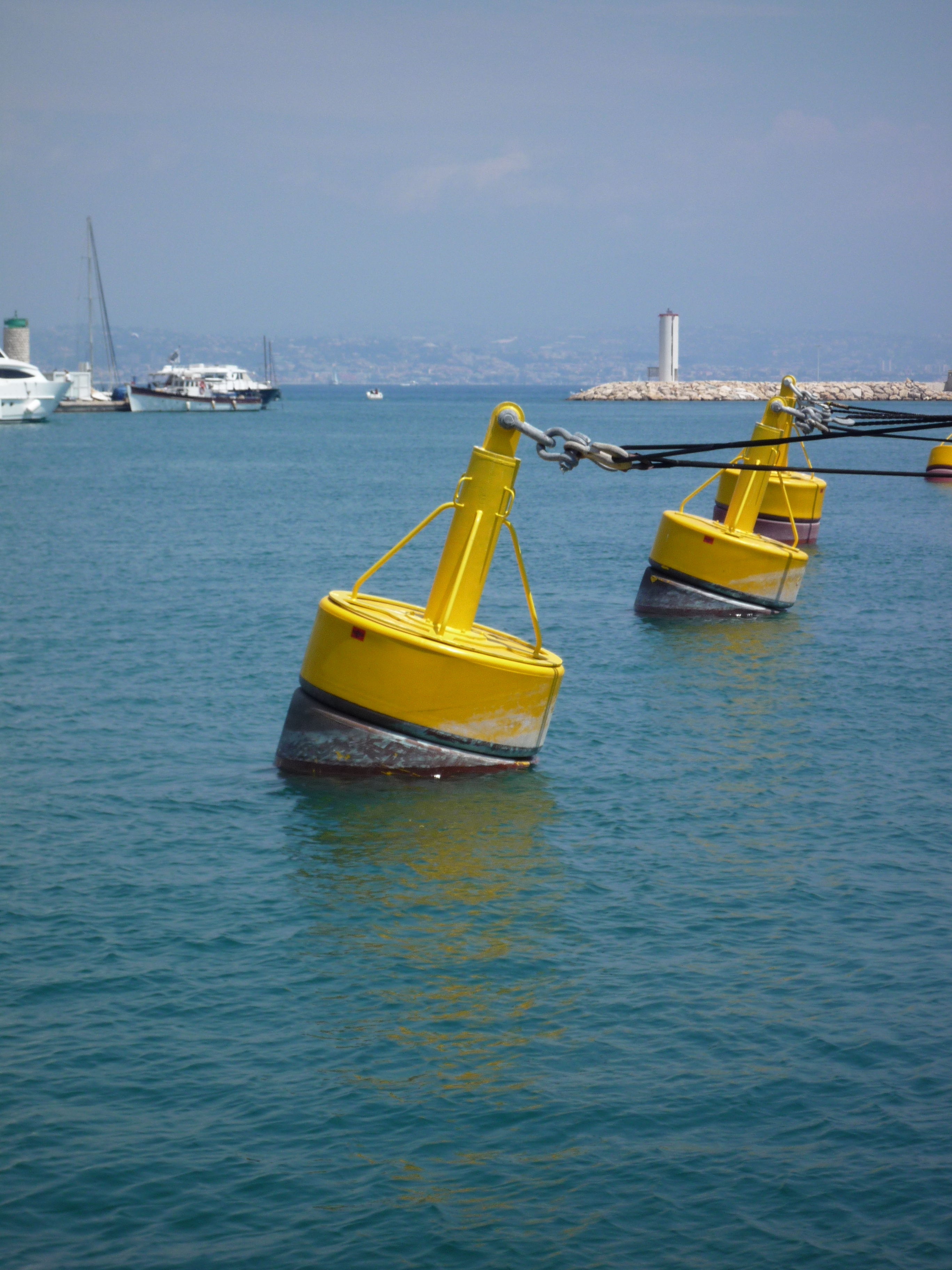
Coffre pour mouillage dans le port d'Antibes (IYCA).

Un corps-mort est une dalle de béton ou un objet pesant en général, posé au fond de l'eau et qui est relié par un filin ou une chaîne à une bouée appelée « coffre », afin que les bateaux puissent s'y amarrer. 
La présence de ces corps-morts permet un gain de place important dans des ports souvent surchargés, en effet ce système permet de ranger les bateaux perpendiculairement au quai. Sur d'autres sites très fréquentés comme les sites de plongée, c'est une alternative au mouillage qui au fil du temps dégrade les herbiers ou les récifs.

## Alternatives
De nos jours, sur les fonds fragiles, les coffres peuvent être amarrés par une « ancre à vis » plantée dans le substrat plutôt que d'utiliser une dalle de béton. 